# Delphinium denudatum
Delphinium denudatum är en ranunkelväxtart som beskrevs av Nathaniel Wallich. Delphinium denudatum ingår i släktet storriddarsporrar, och familjen ranunkelväxter.

## Underarter
Arten delas in i följande underarter:
- D. d. latifolium
- D. d. linearifolium